# Diocese de Gumla
A Diocese de Gumla (Latim:Dioecesis Gumlaensis) é uma diocese localizada no município de Gumla, no estado de Jarcanda, pertencente a Arquidiocese de Ranchi na Índia. Foi fundada em 28 de maio de 1993 pelo Papa João Paulo II. Com uma população católica de 190.247 habitantes, sendo 14,9% da população total, possui 38 paróquias com dados de 2020.

## História
Em 28 de maio de 1993 o Papa João Paulo II cria a Diocese ode Gumla e a Diocese de Simdega através do território da Arquidiocese de Ranchi.

## Lista de bispos
A seguir uma lista de bispos desde a criação da diocese em 1993.
|        | Nome               | Período     | Notas            |
| Bispos | Bispos             | Bispos      | Bispos           |
| ------ | ------------------ | ----------- | ---------------- |
| 3º     | Linus Pingal Ekka  | 2023-       | Atual            |
| 2º     | Paul Alois Lakra   | 2006 - 2021 | Faleceu no cargo |
| 1º     | Michael Minj, S.J. | 1993 - 2004 | Faleceu no cargo |